# Cacatua de Leadbeater
La cacatua de Leadbeater o cacatua rosada (Lophochroa leadbeateri) és una espècie d'ocell de la família dels cacatuids (Cacatuidae) i única espècie del gènere Lophochroa Bonaparte 1857, si bé de vegades és ubicada a Cacatua. Habita praderies i matolls de bona part d'Austràlia.